# Sebastian Braun
Sebastian Braun (* 1971 in Berlin) ist ein deutscher Sportsoziologe und Hochschullehrer.

## Leben
Braun wurde als Fußballspieler mit Hertha 03 Zehlendorf 1988 deutscher B-Jugend-Meister und 1990 deutscher A-Jugend-Vizemeister. Er studierte an der Freien Universität (FU) Berlin Politikwissenschaft (Diplom-Abschluss) sowie Sport- und Erziehungswissenschaft (Abschluss: Magister Artium). Darüber hinaus erlangte er an der Universität Nantes einen Abschluss in Sozialwissenschaften. 1999 schloss er an der FU Berlin sowie der Uni Nantes eine Doppelpromotion ab und erlangte somit den Grad eines Doktors der Philosophie (Dr. phil.) beziehungsweise den Grad eines „Docteur en sociologie“ (Doktor der Soziologie).
Braun erhielte ein Stipendium der Deutschen Forschungsgemeinschaft im Rahmen des Emmy-Noether-Programms, absolvierte Forschungsaufenthalte an der London School of Economics and Political Science (LSE) und am Pariser Centre National de la Recherche Scientifique (CNRS). Von 2000 bis 2003 war Braun als Nachwuchsgruppenleiter an der Universität Potsdam tätig. 2001 wurde ihm der Otto-Wolff-von-Amerongen-Preis für Sportwissenschaft verliehen. Von 2003 bis 2009 arbeitete Braun als Professor an der Universität Paderborn, er hatte sich 2004 an der Universität Potsdam habilitiert.
2009 trat er eine Professorenstelle in der Abteilung Sportsoziologie des Instituts für Sportwissenschaft an der Humboldt-Universität zu Berlin an. Von 2010 bis 2012 sowie von in den Jahren 2013 und 2014 amtierte er als Geschäftsführender Direktor Instituts für Sportwissenschaft.
Seine Forschungsgebiete umfassen die Themengebiete Ehrenamt, Sportvereine und -verbände, Integration, Migration, Sozialkapital, die Spitzensportförderung und das gesellschaftliche Engagement von Unternehmen.